# Rendgenska difrakcija praha
Rendgenska difrakcija praha je analitička metoda za određivanje kemijskog sastava i kristalografskih karakteristika. Zasniva se na uporabi rendgenskih (X-zraka) i njihovoj difrakciji.

## Objašnjenje
Rendgensko zračenje vrsta je elektromagnetskog zračenja visokih
frekvencija i energija (samo γ-zračenje ima više frekvencije). Valna duljina
rendgenskog zračenja vrlo je mala, reda veličine razmaka među atomima u
kristalu. Stoga se kristalični uzorci ponašaju kao optička rešetka za rendgensko
zračenje. Ako zrake vidljive svjetlosti padnu na optičku rešetku dolazi do
rasipanja ili difrakcije svjetlosti. Pri tome se amplituda upadnog vala
interferencijom pojačava ili smanjuje, ovisno o tome dolazi li do preklapanja vrha
vala s vrhom ili dolom drugog vala. Razmak između vrhova valova naziva se
faznim pomakom. Kad je fazni pomak jednak polovici valne duljine, dolazi do
potpunog poništenja preklapanjem dva vala. Max von Laue prvi je zamijetio da bi
međuatomski razmaci kristalne rešetke odgovarali optičkoj rešetci za difrakciju
rendgenskog zračenja. Eksperimentalno zabilježena pojava difrakcije
rendgenskog zračenja na kristalima tako je istovremeno poslužila kao dokaz
valne prirode rendgenskog zračenja i kao metoda određivanja njegove valne
duljine.
Difrakcija rendgenskog zračenja zapravo je posljedica međudjelovanja
rendgenskih zraka i elektronskog omotača atoma. Rendgenska zraka predaje
svoju energiju elektronskom omotaču, a atom zatim zrači rendgensko zračenje
iste valne duljine (koherentno zračenje) u svim smjerovima. Pri tom dolazi do
interferencije kao kod vidljive svjetlosti. Intenzitet raspršenog rendgenskog
zračenja opada s kutom otklona od primarnog snopa, a amplituda mu je
proporcionalna broju elektrona u elektronskom omotaču, tj. atomskom broju
Rendgensko zračenje nastaje u rendgenskoj cijevi. U njoj se elektroni s
katode ubrzavaju velikom razlikom potencijala (20-60 kV) i udaraju u anodu ili
protukatodu. Kako se najveći dio energije elektrona (99 %) prilikom udara u
anodu gubi u toplinu, anodu je potrebno stalno hladiti tekućom vodom.

Brzi elektroni prilikom sudara izbijaju elektrone iz atoma anode, koji povratkom u ravnotežno stanje oslobađaju višak energije u obliku rendgenskog zračenja. Tako nastaje diskontinuirani (linijski) spektar rendgenskog zračenja, a valna duljina linija spektra ovisi o energiji oslobođenoj skokom elektrona u ravnotežno stanje. Linije rendgenskog spektra označuju se prema ljuskama u koje se elektroni vraćaju. Tako elektroni koji u K ljusku skaču iz L ljuske oslobađaju Kα zračenje, oni iz M ljuske Kβ zračenje, itd. Kako L ljuska ima nekoliko različitih energetskih podrazina, dolazi do cijepanja Kα linije u Kα1 i Kα2 liniju, male razlike valnih duljina. Linijski spektar karakterističan je za materijal od kojeg je izrađena anoda, tj. spektri različitih materijala međusobno se razlikuju. Kočenjem brzih elektrona u elektronskom omotaču atoma anode nastaje pak kontinuirani ("bijeli") rendgenski spektar. Intenzitet kontinuiranog spektra ovisi o materijalu anode, dok raspodjela valnih duljina ovisi o razlici potencijala, tj. brzini elektrona. Što je atomski broj materijala anode veći, to je jači intenzitet kontinuiranog spektra. Stoga se za izradu anode rabe srednje teški metali, jer laki metali daju Kα zračenje prevelike valne duljine, dok se kod teških metala Kα linija gubi u intenzitetu kontinuiranog spektra.
Za kvalitetnu analizu većinom je potrebno monokromatsko rendgensko zračenje točno određene valne duljine, i obično se radi s Kα zračenjem. Da bi se uklonile ostale valne duljine rabe se metalni filtri koji apsorbiraju nepoželjni dio spektra, kao i kristalični monokromatori (optičke rešetke), obično grafitni. Metalni filtar apsorbira sve zračenje čija je valna duljina ispod apsorpcijskog praga tog metala. Izbor materijala za filtar ovisi stoga o metalu od kojeg je načinjena anoda u rendgenskoj cijevi, i bira se tako da mu apsorpcijski prag bude nešto ispod valne duljine Kα linije.
Polikristalični praškasti uzorci u današnje se vrijeme većinom analiziraju instrumentom difraktometrom. Uzorak se rotira goniometrom čime se mijenja upadni kut zračenja, tj. difrakcijski kut, θ. Intenzitet difraktiranog zračenja mjeri se detektorom, brojačem koji radi na principu ionizacijske komore. Dobiveni električni signal se pojačava i šalje na pisač ili danas na računalo, čime nastaje difraktogram, grafički prikaz ovisnosti intenziteta difraktiranog zračenja o difrakcijskom kutu. Instrument bilježi kut zakretanja brojača, koji je jednak 2θ. Svaki kristalični materijal ima svojstveni difraktogram: položaji difrakcijskih maksimuma ovise o geometriji kristalne ćelije, a njihov intenzitet o broju, vrsti i položaju atoma u njoj. Dvije različite tvari ne mogu dati isti difraktogram, pa ako su dva difraktograma identična znači da su i oba uzorka identična. To je i temelj kvalitativne rendgenske analize, tj. identifikacije nepoznatih kristaličnih uzoraka.

## Rendgenska kvalitativna analiza
Kvalitativna rendgenska analiza zasniva se na Braggovoj interpretaciji pojave maksimuma na difraktogramu. William Henry Bragg i sin mu William Lawrence Bragg tumačili su da se rendgensko zračenje reflektira od tzv. ekvidistantnih ploha u kristalu, ploha iste energetske razine koje su sve međusobno jednako udaljene. Interferencija tako reflektiranih zraka shematski je prikazana na slici 6. Da bi došlo do pozitivne interferencije među zrakama, pomak u fazi 
2x = BC + CD
mora biti cjelobrojni višekratnik valne duljine λ:
Pomak u fazi, x, može se trigonometrijski povezati s međuplošnim razmakom ekvidistantnih ploha, d, preko difrakcijskog kuta, θ :
Posljednji izraz se naziva Braggova jednadžba.
Iz nje se mjerenjem difrakcijskog kuta, θ, kod kojeg se javlja difrakcijski maksimum i poznavajući valnu duljinu rendgenskog zračenja, λ, može odrediti međuplošni razmak ekvidistantnih ploha, d. Vrijednosti međuplošnog razmaka ekvidistantnih ploha, a najveći razmak dmax predstavlja veličinu ćelije.